# Maschio dell'Ariano
Il Maschio dell'Ariano o Maschio d'Ariano (talvolta indicato anche come Maschio di Lariano - 891 m s.l.m.) è una montagna facente parte del Monte Artemisio nel cerchio esterno dei Colli Albani, antico cratere del Vulcano Laziale, la cui cima si trova tra i comuni di Rocca di Papa e Lariano.

## Storia
Si ritiene corrisponda al Mons Algidus degli antichi Romani, una località molto importante per il controllo del territorio latino e di quello degli Equi e dei Volsci. Sul monte esisteva un antico castello di epoca repubblicana la cui edificazione è attribuita alla gens romana Aria (o Arria). Il castello Arianus avrebbe dato il nome anche alla vicina località di Lariano; tuttavia in un documento del 1064 il castello è citato come Algidus, mentre il toponimo Lariano è attestato soltanto a partire dal 1171. Il castello fu comunque distrutto e incendiato nel 1436.
Un'ipotesi alternativa attribuisce il nome del monte, e quindi il nome della località di Lariano, a una ara Jani, (letteralmente altare di Giano) un antico tempio costruito dai Romani in onore di Giano, benché di tale tempio non vi sia alcuna traccia archeologica o documentale.